# Premier Division 2012-2013 (Gibilterra)
La Premier Division 2012-2013 è stata la 114ª edizione della massima serie del campionato di Gibilterra di calcio. La stagione è iniziata il 15 dicembre 2012 e si è conclusa il 20 maggio 2013. Il Lincoln ha vinto il torneo per la diciottesima volta nella sua storia.

## Squadre partecipanti
- Glacis United
- Lincoln Red Imps
- Lions Gibraltar
- Lynx
- St Joseph's
- Manchester 62

## Classifica
|                       | Pos. | Squadra         | Pt | G  | V  | N | P  | GF | GS | DR  |
| --------------------- | ---- | --------------- | -- | -- | -- | - | -- | -- | -- | --- |
| Gibilterra (bandiera) | 1.   | Lincoln FC      | 41 | 15 | 13 | 2 | 0  | 68 | 13 | +55 |
|                       | 2.   | St Joseph's     | 30 | 15 | 10 | 0 | 5  | 43 | 20 | +23 |
|                       | 3.   | Manchester 62   | 23 | 15 | 7  | 2 | 6  | 22 | 31 | -8  |
|                       | 4.   | Lynx            | 14 | 15 | 4  | 2 | 9  | 17 | 42 | -25 |
|                       | 5.   | Lions Gibraltar | 11 | 15 | 3  | 2 | 10 | 24 | 41 | -17 |
|                       | 6.   | Glacis United   | 11 | 15 | 3  | 2 | 10 | 20 | 47 | -27 |

Legenda:

      Campione di Gibilterra
Note:

Tre punti a vittoria, uno a pareggio, zero a sconfitta.

## Risultati
|                   | Gla     | Lin     | LiG     | Lyn     | StJ     | Man     |
| ----------------- | ------- | ------- | ------- | ------- | ------- | ------- |
| Glacis United     | ––––    | 0-7 1-8 | 3-3 2-2 | 4-0     | 2-1 1-4 | 0-3 0-1 |
| Lincoln           | 4-0     | ––––    | 5-3 6-0 | 10-0    | 2-1 3-2 | 6-0 1-1 |
| Lions Gibraltar   | 3-4     | 2-3     | ––––    | 3-0 0-3 | 1-2 1-5 | 4-6     |
| Lynx              | 2-1 3-1 | 1-5 1-1 | 0-1     | ––––    | 2-5     | 0-1     |
| St Joseph's       | 4-0     | 0-2     | 1-0     | 6-1 1-2 | ––––    | 4-0 6-3 |
| Manchester United | 2-1     | 1-5     | 1-0 0-1 | 2-1 1-1 | 0-1     | –– –    |

## Verdetti
- Campione di Gibilterra:  Lincoln Red Imps